# V Wars
V Wars (litt. « Guerre des V ») ou De guerre et de sang au Québec est une série télévisée de science-fiction horrifique américano-canadienne en dix épisodes d’entre 36–56 minutes, créée par Glenn Davis et William Laurin et mondialement diffusée depuis le 5 décembre 2019 sur la plate-forme Netflix. Il s’agit de l’adaptation des romans homonymes de Jonathan Maberry (2012-2016), avant les comics créés avec Alan Robinson (2014-2019).
En fin mars 2020, Netflix annonce l’annulation de la seconde saison à la suite des mauvaises critiques.

## Synopsis
Le réchauffement climatique entraîne la fonte des glaces polaires et avec elle, la libération d'un virus millénaire. Certains humains subissent une mutation génétique qui les transforme en vampires. L'humanité affronte dès lors un prédateur d'un genre inédit... Depuis que l’épidémie mortelle est en évolution constante, le scientifique Luther Swann (Ian Somerhalder) et son meilleur ami Michael Fayne (Adrian Holmes) font face à une future guerre entre humains et vampires…

## Distribution

### Personnages principaux
- Ian Somerhalder (VF : Anatole de Bodinat) : Dr Luther Swann
- Adrian Holmes (en) (VF : Daniel Lobé) : Michael Fayne
- Jacky Lai (VF : Julie Turin) : Kaylee Vo
- Kyle Breitkopf (VF : Kaycie Chase) : Desmond « Dez » Swann
- Kimberly Sue Murray (VF : Dorothée Pousséo) : Danika Dubov
- Peter Outerbridge (VF : Pierre-François Pistorio) : Calix Niklos
- Michael Greyeyes (VF : Stéphane Fourreau) : Jimmy Saint
- Kandyse McClure (VF : Aurélie Konaté) : Claire O'Hagan
- Samantha Liana Cole (VF : Jessica Monceau) : Theresa
- Teddy Moynihan (VF : Martin Faliu) : Jergen Weber
- Sydney Meyer (VF : Charlotte Campana) : Ava O'Malley
- Laura Vandervoort (VF : Barbara Beretta) : Mila Dubov

### Personnages secondaires
- Jonathan Higgins (VF : Éric Aubrahn) : le général May
- Greg Bryk (VF : Laurent Morteau) : Bobby
- Nikki Reed (VF : Marie Chevalot) : Rachel Swann
- Anthony Grant : Robert Harmidy
- Laura de Carteret (VF : Laurence Crouzet) : la sénatrice Sasha Giroux
- Ted Atherton (en) (VF : Lionel Tua) : Elegabulus
- Hardee T. Lineham (VF : Philippe Catoire) : le policier Yanov
- Morgan David Jones (VF : Yoann Sover) : Josh
- Jonathan Koensgen : Walker
- Ben Antoine (VF : Jean-Paul Pitolin) : « Big Dog »
- Alain Moussi : le jardinier
- Sarah Abbott (VF : Marion Gress) : Amelie Giroux
- Bo Martyn (ar) (VF : Camille Donda) : Elysse Chambers
- Dylan Trowbridge : Les
- Emmanuel Kabongo : Jack Fields
- Jessica Harmon : Jessica « Jess » Swann
- Ian Matthews : « Monster »
- Dempsey Bryk : Brock
- Wayne Ward : Jonas Locke

## Production

### Développement
Le 16 avril 2018, on annonce que Netflix a donné carte blanche à la production pour la première saison d’une série de dix épisodes. La série est créée par William Laurin et Glenn Davis qui sont également engagés en tant qu’auteurs-producteurs et producteurs délégués. Les Producteurs délégués en supplément sont Brad Turner, Eric Birnberg, Thomas Walden, David Ozer, Ted Adams et James Gibb. Les sociétés de production faisant partie du projet sont High Park Entertainment et IDW Entertainment.
En mars 2020, la série est annulée au bout d'une seule saison.

### Distribution des rôles
En avril 2018, Ian Somerhalder est engagé pour interpréter le rôle du docteur Luther Swann. En juin 2018, Adrian Holmes, Jacky Lai et Peter Outerbridge s’y joignent pour les rôles principaux,. En juillet 2018, Laura Vandervoort, Kyle Breitkopf et Kimberly-Sue Murray y sont également embauchés.

### Tournage
Le tournage débute à Grand Sudbury et à Cambridge dans le nord d’Ontario en fin juin 2018,. Il s’achève en octobre 2018 à Toronto en Ontario.

### Musique
Film Music Reporter fait savoir qu’Andrew Lockington a composé les thèmes pour la série télévisée et que Michael White a écrit la musique de la série.

### Fiche technique
Sauf indication contraire, les informations mentionnées dans cette section peuvent être confirmées par la base de données cinématographiques IMDb,  présente dans la section « Liens externes ».
- Titre original et français : V Wars
- Titre québécois : De guerre et de sang[1]
- Création : Glenn Davis et William Laurin
- Casting : Stephanie Gorin
- Réalisation : Brad Turner, T. J. Scott, Kaare Andrews, Marita Grabiak, Bobby Roth et Ian Somerhalder
- Scénario : Jonathan Maberry, Sam Beck, Charlie Cleven, Glenn Davis et William Laurin
- Direction artistique : Peter Emmink
- Décors : Theresa Tindall
- Costumes : Leslie Kavanagh
- Photographie : Craig Wright
- Montage : James Patrick, David B. Thompson, Paul G. Day, Paul Whitehead et Geoff Ashenhurst
- Musique : Andrew Lockington[12] et Michael White
- Production déléguée : Brad Turner, Ian Somerhalder, Eric Birnberg, Thomas Walden, David Ozer, Ted Adams et James Gibb
- Sociétés de production : IDW Entertainment, High Park Entertainment et Marada Pictures
- Société de distribution : Netflix
- Pays d'origine :  Canada /  États-Unis
- Langue originale : anglais
- Format : couleur
- Genre : science-fiction horrifique
- Nombre de saisons : 1
- Nombre d'épisodes : 10
- Durée : 36–56 minutes
- Dates de première diffusion :
  - Monde : 5 décembre 2019 sur Netflix

## Épisodes
1. Tombés malades (Down with the Sickness)
2. Frères de sang (Blood Brothers)
3. Puisque je ne pouvais m’arrêter pour la mort (Because I Could Not Stop for Death)
4. Aussi nul que moi (Bad as Me)
5. De sang froid (Cold Cold Ground)
6. Il ne suffit pas d’avoir vécu (It's Not Enough to Have Lived)
7. La nuit autour de moi se fait plus obscure (The Night Is Darkening Round Me)
8. Pluie rouge (Red Rain)
9. Un petit fix de gène prédateur (The Junkie Run of the Predator Gene)
10. Ensanglanté, mais debout (Bloody but Unbow'd)

## Accueil

### Diffusion
Le 19 novembre 2019, la bande annonce officielle de cette série est lancée par Netflix. La première saison est diffusée le 5 décembre 2019.

### Critiques
Le lendemain de la diffusion, Internet Movie Database mentionne une note de 6,2 sur 10. Allociné obtient une moyenne de 3,5 sur 5 pour 28 notes des téléspectateurs, dont quatre critiques.

#### Romans
- Jonathan Maberry (trad. de l'anglais), V-Wars : Ils nous chassent, Noisy-sur-École, Graph Zeppelin, 2020, 488 p. (ISBN 978-2-490357-21-5)Version française de V-Wars, They Are Hunting Us, San Diego, IDW Publishing, 2012.
- (en) Jonathan Maberry, V-Wars : Blood and Fire, San Diego, IDW Publishing, 2014.
- (en) Jonathan Maberry, V-Wars : Night Terrors, San Diego, IDW Publishing, 2016.
- (en) Jonathan Maberry, V-Wars : Shockwaves, San Diego, IDW Publishing, 2016.

#### Comics
- 1 V-Wars, La reine pourpre, Graph Zeppelin, Noisy-sur-École, 2019
Scénario : Jonathan Maberry - Dessin : Alan Robinson -  (ISBN 978-2490357192)
- 2 V-Wars, Tous des monstres !, Graph Zeppelin, Noisy-sur-École, 2020
Scénario : Jonathan Maberry - Dessin : Marco Turini et Alan Robinson -  (ISBN 978-2490357208)
- 3 Crimson Queen, IDW Publishing, San Diego, 2014
Scénario : Jonathan Maberry - Dessin : Alan Robinson
- 4 All of Us Monsters, IDW Publishing, San Diego, 2015
Scénario : Jonathan Maberry - Dessin : Marco Turini et Alan Robinson
- 5 Gods of Death, IDW Publishing, San Diego, 2019
Scénario : Jonathan Maberry - Dessin : Alan Robinson